# بوتون هيث (تشيشير)
بوتون هيث (بالإنجليزية: Boughton Heath)‏ هي قرية تقع في المملكة المتحدة في شمال غرب إنجلترا.